# Ara Alpha
Der Ara Alpha war ein ab 1923 bis in die 1930er Jahre verwendeter französischer Raupenschlepper für leichte Feldgeschütze.

## Geschichte
Während des Ersten Weltkrieges hatte die französische Armee einen Teil ihrer bislang bespannten mit der 75-mm-Kanone 97 ausgestatteten Feldartillerie-Regimenter motorisiert, indem man die Geschütze auf leichten geländegängigen LKW verlastet hatte: Als Lkw-Typen verwendete man gerne den aus den USA importierten Jeffery Quad, aber auch die heimischen Latil TP, Panhard K13 oder Berliet CBA. Problematisch war allerdings, dass die LKW -insbesondere der nur an einer Achse angetriebene Berliet CBA – nicht über die erforderliche Geländegängigkeit verfügten. Es wurde also eine leichte Zugmaschine benötigt, die die Geschütze auch im granatenzerwühlten Trichtergelände zu bewegen vermochte. Nach positiven Erfahrungen mit dem Cletrac H, von dem 10 Stück aus den USA importiert wurden beschloss man, ein eigenes Fahrzeug zu bauen.
Die Firma Delaunay-Belleville hatte ein Tochterunternehmen gegründet, die Appareils Routiers et Agricoles ARA; (etwa zu übersetzen mit: „Straßen- und Landmaschinen“). Dieses Unternehmen hatte einen Kettenschlepper entwickelt, dessen erster Prototyp 1921 lief. Die Erprobung zeigte einige Mängel. Ein verbesserter Typ, jetzt Ara Alpha Prime genannt, ging 1923 in Serie, es wurden bis 1924 in einer ersten Serie mindestens 19 Stück, von 1925 bis 1926 in einer weiteren Serie mindestens 83 Stück (zusammen also mindestens 102 Stück) hergestellt. Hierbei war der Hersteller der Serienfahrzeuge Lorraine-Dietrich. Ab etwa 1929 wurden die Ara Alfa durch die jetzt zulaufenden Citroën-Kégresse P10 in den aktiven Truppenteilen ersetzt, blieben aber noch in Depots. Zumindest für das Jahr 1936 gibt es noch fotografische Belege, die den Einsatz dieses Schleppers zum Ziehen von Geschützen belegen. Zum Zeitpunkt des Ausbruches des Zweiten Weltkrieges waren aber definitiv alle Ara Alpha ausgemustert.
Über eine zivile Verwendung der Schlepper z. B. in der Landwirtschaft ist nichts überliefert, wie überhaupt die Quellenlage zu diesem Fahrzeugtyp recht dürftig ist.

## Einsatz
Jedes der 13 noch existierenden „regiments d' artillerie de campagne portée“ (motorisierten Feldartillerie-Regimenter) erhielt 8 derartige Kettenzugmaschinen, die mit den Geschützen auf den LKW verlastet wurden. (Die Kettenschlepper selbst auf der Straße fahren zu lassen, verbot sich wegen der zu geringen Geschwindigkeit der Schlepper, ferner zur Schonung der Ketten wie auch der Straßen.) Im Einsatz konnten die Schlepper -wie die Geschütze selbst- über eine Rampe von der Ladefläche des LKW herabgefahren werden. Die acht Schlepper reichten aus, um die Geschütze von zwei Batterien des Regiments in schwierigem Gelände zu bewegen.

## Technik
Der erste Prototyp hatte einen Motor von Janvier, Sabin et Cie mit vier Zylindern, einer Bohrung von 70 und einem Hub von 130 mm. Er leistete 30 PS. Die Leistung der späteren Serienfahrzeuge wird mit 36 bis 47 PS angegeben. Ob hierbei der Motor vergrößert wurde, ist den Quellen nicht zu entnehmen, indessen erscheinen 47 PS aus einem Zweiliter-Motor für einen Kettenschlepper in den 1920er Jahren sehr viel. Der erste Prototyp hatte gegenüber dem späteren Serienfahrzeug Alpha Prime andere Abmessungen: Länge 2,83 m, Höhe 1,67 m, Breite 0,79 m, Gewicht 1680 kg, Geschwindigkeit 2,25 bis 5,3 km/h. Ob spätere Serien die gleichen technischen Daten hatten wie der Alpha Prime, ist dem Schrifttum nicht zu entnehmen.